# Walbrun (Eichstätt)
Walbrun war 1149 Gegenbischof von Eichstätt.
Walbrun stammte aus einem nicht näher beschriebenen Geschlecht, es ist jedoch bekannt, dass er mit dem späteren Bischof Otto verwandt war. Walbrun wurde als Gegenbischof zugleich mit Burchard von einer stauferfreundlichen Minderheit gewählt. Seine Unterstützer im Domkapitel erwarteten auch eine Fortsetzung der Politik seines Vorgängers Gebhard II. Graf von Grögling bezüglich des Klosters Heidenheim. Konrad III. entschied nach seiner Rückkehr vom Zweiten Kreuzzug zugunsten Burchards.